# Cabestana
Cabestana là một chi gồm các loài ốc biển săn mồi lớn, là động vật thân mềm chân bụng sống ở biển trong họ Ranellidae.
Các loài trong chi này được tìm thấy ở vùng nước ấm ôn đới và nhiệt đới.

## Các loài
Các loài trong chi gồm có:
- Cabestana africana (A. Adams, 1855)
- Cabestana cutacea Linnaeus, 1767
- Cabestana dolaria (Linnaeus, 1767)
- Cabestana felipponei (von Ihering, 1907)
- Cabestana otagoensis Powell, 1954: đồng nghĩa của Cabestana tabulata (Menke, 1843)
- Cabestana spengleri (Perry,1811)
- Cabestana tabulata (Menke, 1843)
- Cabestana waterhousei (A. Adams & Angas, 1864): đồng nghĩa của Cabestana tabulata (Menke, 1843)